# Синицький Віктор Павлович
Віктор Павлович Синицький (10 січня 1967, Верб'яж) — Герой Радянського Союзу, З 1988 року мешкає у місті Бердянськ і є почесним громадянином .

## Біографія
Народився 10 січня 1967 року в селі Верб'яж Воловецького району Закарпатської області в селянській родині. Українець. У 1984 році закінчив Андріївську середню школу. Працював у колгоспі «Перемога» Бердянського району, потім в будівельному управлінні № 5 міста Бердянська.
У Радянській Армії з осені 1985 року. Службу проходив в складі обмеженого контингенту радянських військ в Афганістані механіком-водієм бойової машини розмінування (40-а армія Червонопрапорного Туркестанського військового округу). За час бойових дій молодшому сержанту Віктору Синицькому, з метою розмінування місцевості, доводилося неодноразово здійснювати на своїй бойовій машині самопідриви, забезпечуючи безпеку проходження колон авто- і бронетехніки. У казом Президії Верховної Ради СРСР від 5 травня 1988 року за мужність і героїзм, проявлені при наданні інтернаціональної допомоги Демократичній Республіці Афганістан молодшому сержанту Синицькому Віктору Павловичу присвоєно звання Героя Радянського Союзу з врученням ордена Леніна і медалі «Золота Зірка» (№ 11 576). 
З 1987 року Віктор Синицький в запасі. Закінчив СПТУ № 53 в селі Обіточному Чернігівського району Запорізької області. На початку 1990-х років працював водієм на Первомайському заводі міста Бердянська.

## Нагороди, звання
Нагороджений орденом Леніна, медалями «За відвагу», «За бойові заслуги».
Почесний громадянин Бердянська з 2004 року.